# César Jiménez
César Trenado Jiménez, conocido como César Jiménez en los carteles, es un torero español nacido en Fuenlabrada (Madrid) el 19 de marzo de 1984.
Se vistió de luces por primera vez a los quince años. En su etapa como novillero obtuvo importantes trofeos, como el "Zapato de Oro" de las novilladas de Arnedo, en 2001. Ese año fue también nombrado mejor novillero por Radio Nacional de España, consiguiendo la Oreja de Plata.
Tomó la alternativa en Nimes (Francia) el 9 de mayo de 2002 de manos de Paco Ojeda y con El Juli como testigo, con el toro "Coralito", de Torrealta, cortando una oreja de este y dos de su segundo.
Confirmó en Las Ventas el 15 de mayo de 2005, con El Juli y Matías Tejela, con el toro "Aireado", de Joselito Arroyo, que brindó a su madre.
Encabezó el escalafón de matadores de toros en 2003 y 2004 tras lidiar 96 y 106 corridas respectivamente.
Tiene un pasodoble a su nombre (2003).
El 15 de abril de 2005 cortó dos orejas en la Maestranza de Sevilla.
En 2006 salió a hombros en dos ocasiones (16 de abril y 11 de mayo) en la plaza de Las Ventas, la segunda de ellas durante la Feria de San Isidro.